# Mureck
Mureck (szlovénül Cmurek) osztrák város Stájerország Délkelet-stájerországi járásában. 2017 januárjában 3558 lakosa volt.

## Elhelyezkedése

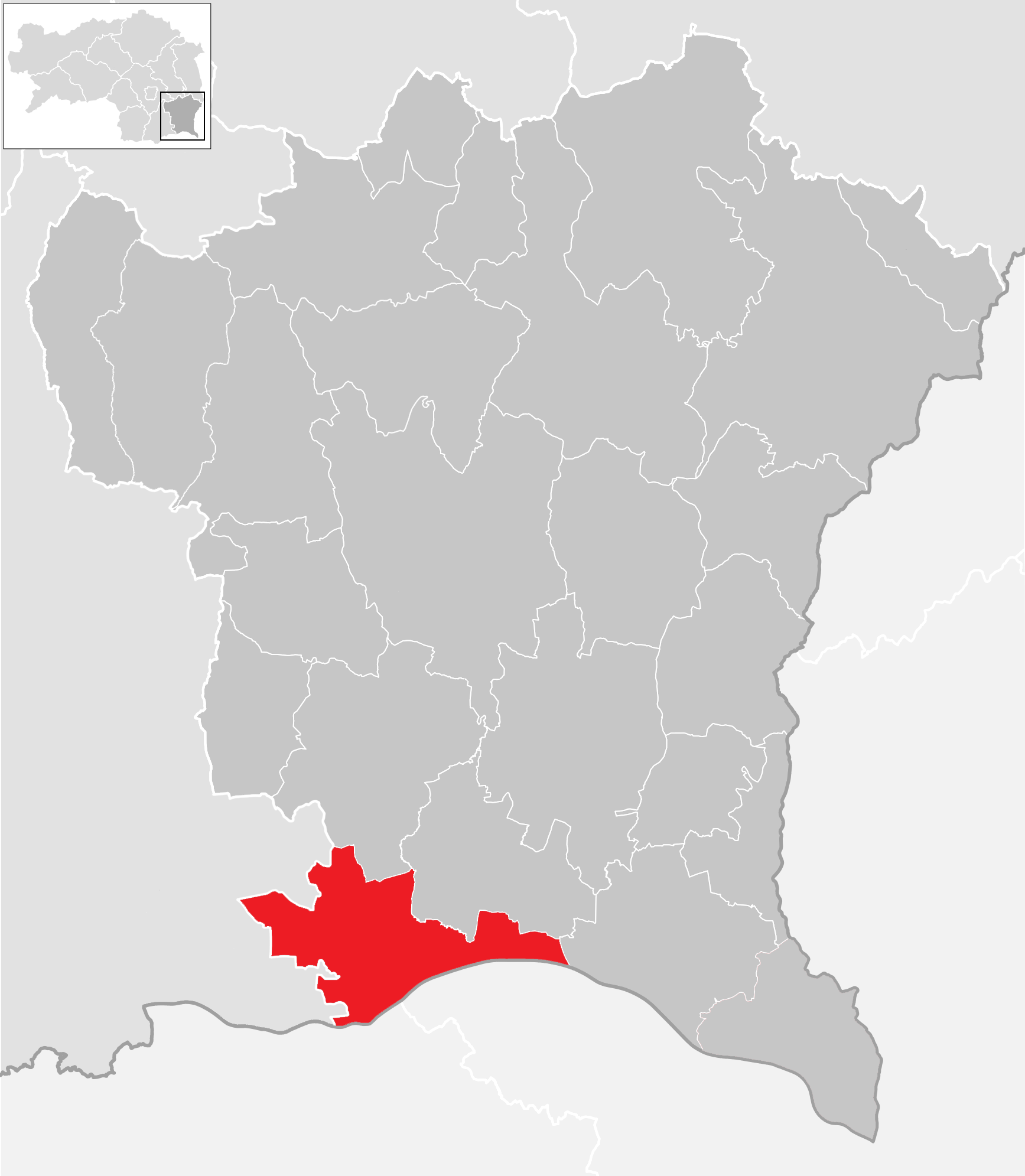
Mureck a Délkelet-stájerországi járásban

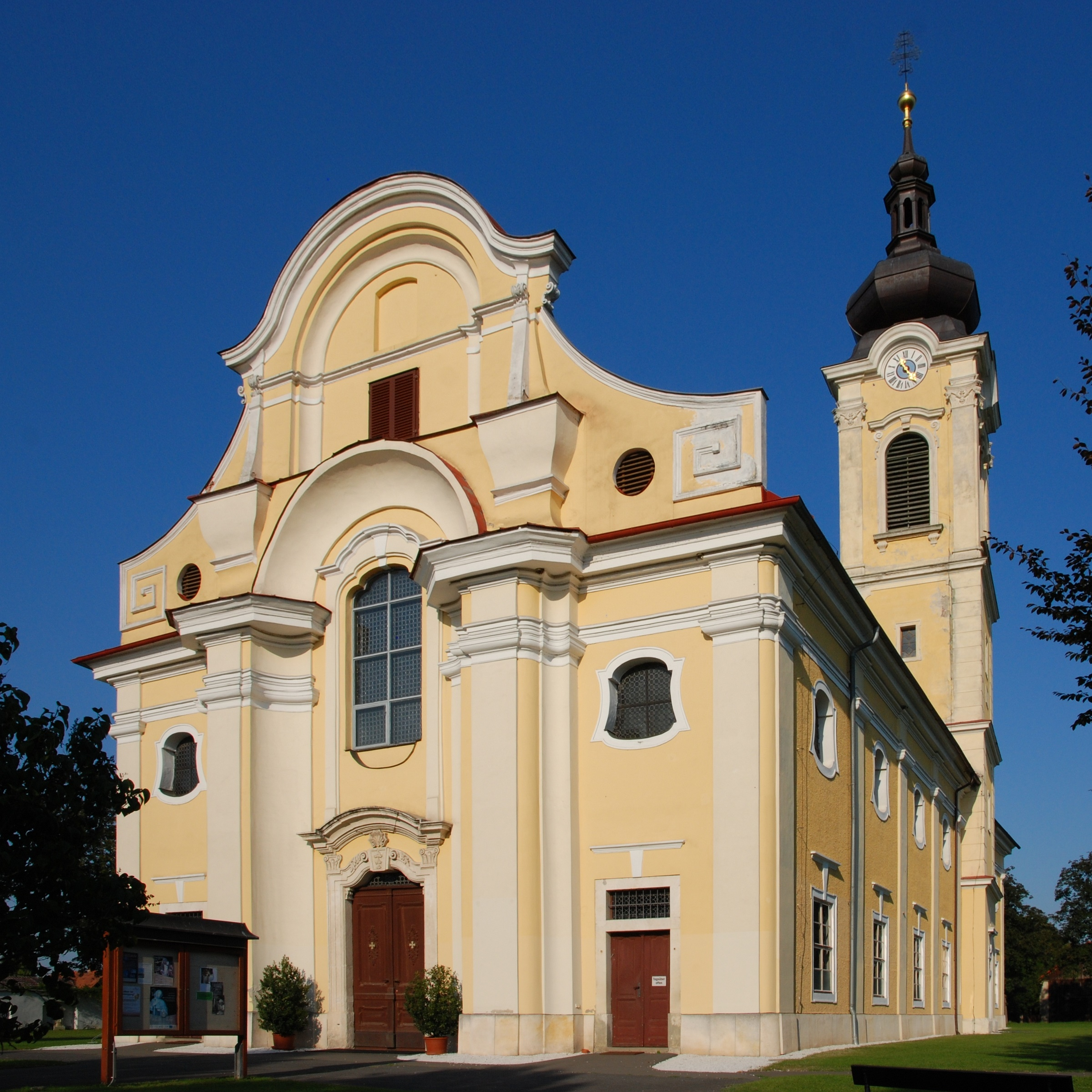
A Szt. Bertalan-plébániatemplom

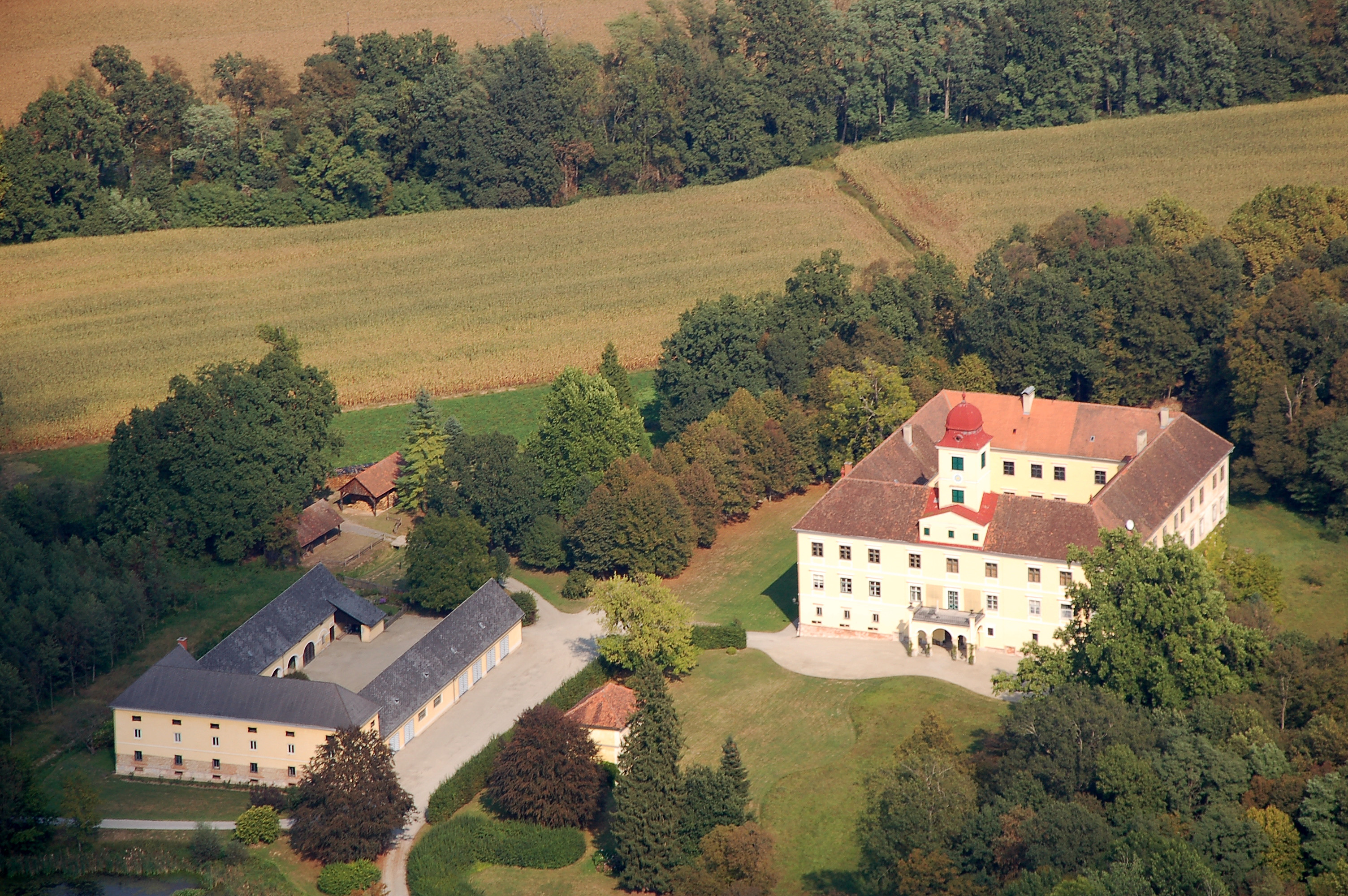
A Brunsee-kastély

Mureck a Kelet-Stájerország régióban fekszik a Mura északi partján, a szlovén határ mentén. A Mura-hídnál határátkelő működik. Az önkormányzat 8 települést egyesít (Misselsdorf kivételével valamennyit a saját katasztrális községében): Diepersdorf (118 lakos), Eichfeld (346), Fluttendorf (50), Gosdorf (595), Hainsdorf-Brunnsee (206), Misselsdorf (402), Mureck (1538), Oberrakitsch (324).
A környező önkormányzatok: nyugatra Murfeld, északnyugatra Sankt Veit in der Südsteiermark, északra Sankt Peter am Ottersbach, északkeletre Deutsch Goritz, keletre Halbenrain, délkeletre Apače (Szlovénia), délnyugatra Šentilj (Szlovénia).

## Története
Mureck vára és egy bizonyos (feltehetően karintiai származású) Burkhard von Mureck először 1148-ban szerepel az írott forrásokban. A vár menti település első említése 1278-ból való. Nem sokkal később, 1311-ben már vásárjoggal rendelkező mezővárosként hivatkoznak rá. A birtok tulajdonosai a Cillei grófok voltak, akik 1401-ben eladták azt a Stubenbergeknek.
A reformáció 1528-ban ért el a városba és Luther tanításai széleskörűen elterjedtek. 1532-ben a Kőszeg ostromából visszavonuló törökök Mureck nagy részét elpusztították, így épületei között ma alig találunk gótikus stílusút. Öt évvel később megépítették az első Mura-hidat; korábban csak komppal lehetett átkelni a folyón.
A várat 1591-ben reneszánsz stílusban, a comoi Bertoletti mester tervei alapján átépítették (ma Szlovéniához tartozik). 1599-ben Martin Brenner seckaui püspök vezetésével erőszakos ellenreformációs mozgalom indult és a település polgárai száműzés terhe mellett kénytelenek voltak visszatérni a katolikus valláshoz. 1657-ben egy tűzvészben Mureck jelentős része leégett. 1664-ben a mezővárost a török veszélyre való tekintettel megerődítették. Három évvel később megépült a kapucinusok kolostora, amelyet 1782-ben, II. József rendelete szerint felszámolnak, templomukat pedig lebontják. 1768-ban újabb nagy tűzvész tombolt a településen.
A vasút 1885-ben ér a településre, ami gazdasági fellendülést vont maga után. Az első világháború után jugoszláv csapatok szállták meg Murecket, egészen a határvonal rendezéséig.
A település 1976-ban városi státuszt kapott. A 2015-ös stájerországi közigazgatási reform során az addig önálló Eichfeld és Gosdorf községeket Mureckhez csatolták.

## Lakosság
A murecki önkormányzat területén 2017 januárjában 3558 fő élt. A lakosságszám 1951 óta (akkor 4613 fő) többé-kevésbé folyamatosan csökken. 2015-ben a helybeliek 92%-a volt osztrák állampolgár; a külföldiek közül 1,8% a régi (2004 előtti), 4,1% az új EU-tagállamokból érkezett. 1,2% a volt Jugoszlávia (Szlovénia és Horvátország nélkül) vagy Törökország, 0,9% egyéb országok polgára. 2001-ben a lakosok 87,4%-a római katolikusnak, 4% evangélikusnak, 2,2% muszlimnak, 4,3% pedig felekezet nélkülinek vallotta magát. Ugyanekkor a szlovének aránya 1,4% (23 fő) volt és egy magyar élt a városban.

## Látnivalók

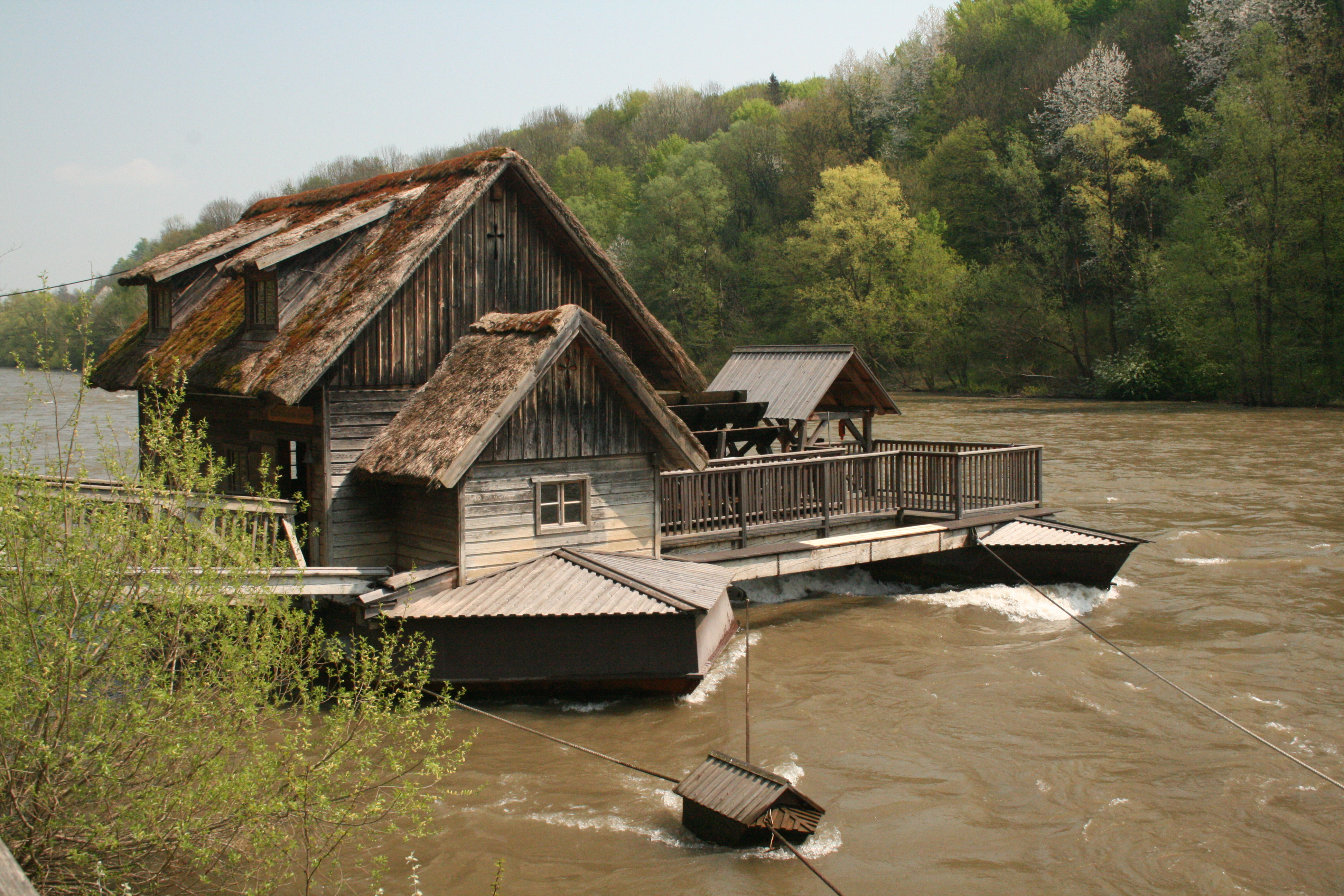
Hajómalom a Murán

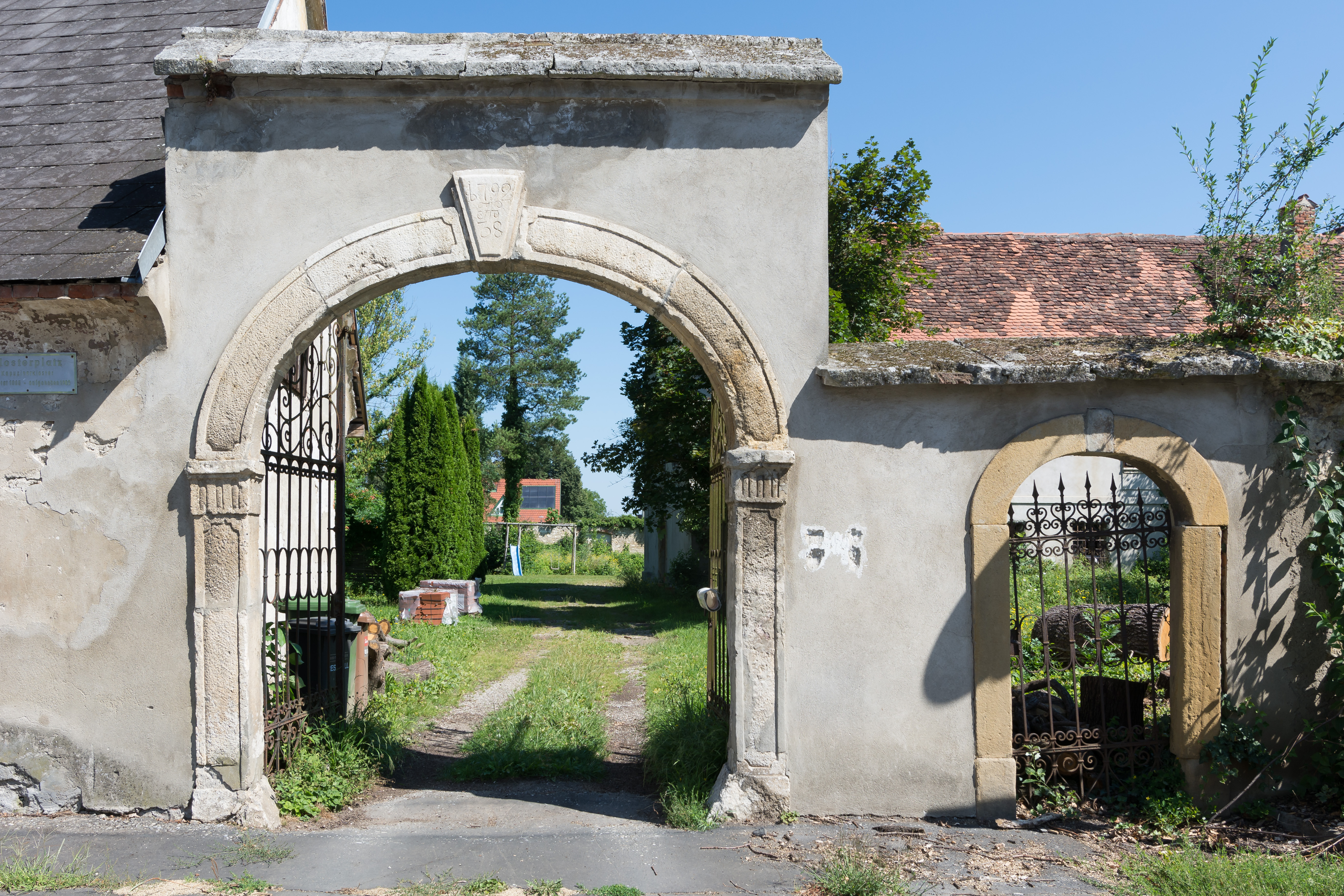
A kapucinusok kolostora

- A Szt. Bertalan-plébániatemplom első említése 1187-ből való. 1500 körül a román stílusú épületet lecserélték egy gótikussal, amely azonban a török ostrom és a tűzvészek során többször romos állapotba került. A mai barokk épület 1780-ban készült el. A templom melletti temetőben található Mária Karolina Ferdinanda nápolyi hercegnő mauzóleuma.
- a városháza hatszintes tornyával a város egyik legjellegzetesebb épülete. A városháza harangja egyike a kevés épségben megmaradt, 18. századi (1737-ből) barokk harangnak.
- az 1665-ös Mária-oszlop a főtéren. Szt. Flórián és Szt. Donát szobrait 1740-ben adták az emlékműhöz.
- a hajómalom
- a murecki ártéri erdő a második legnagyobb hasonló erdőség Ausztriában. A természetvédelmi területet tanösvényen lehet látogatni.
- az eichfeldi Brunsee-kastély
- a Szt. Patricius-templom
- a volt kapucinus kolostor
- a Mikulás-napi felvonulás 16 maszkos krampusszal (1977 óta)
- a hagyományos május 1-i rezesbandás ébresztő (1954 óta)
- újévi koncert (2006 óta)

## Testvértelepülések
- Csatád (Románia)

## Fordítás
- Ez a szócikk részben vagy egészben  a   Mureck című német Wikipédia-szócikk ezen változatának fordításán alapul.  Az eredeti cikk szerkesztőit annak laptörténete sorolja fel. Ez a jelzés csupán a megfogalmazás eredetét és a szerzői jogokat jelzi, nem szolgál a cikkben szereplő információk forrásmegjelöléseként.